# Tragocephala mniszechii
Tragocephala mniszechii es una especie de escarabajo longicornio del género Tragocephala, subfamilia Lamiinae. Fue descrita científicamente por Thomson en 1857.
Se distribuye por Angola, Camerún, Gabón, Guinea Ecuatorial, República Democrática del Congo, República del Congo, Sierra Leona y Togo. Posee una longitud corporal de 12-30 milímetros. El período de vuelo de esta especie ocurre en los meses de marzo, noviembre y diciembre.